# Risiocnemis serrata
Risiocnemis serrata är en trollsländeart som först beskrevs av Hagen in Selys 1863.  Risiocnemis serrata ingår i släktet Risiocnemis och familjen flodflicksländor. IUCN kategoriserar arten globalt som nära hotad. Inga underarter finns listade i Catalogue of Life.